# 亨利·博杜安
亨利·博杜安（法語：Henri Baudouin，1926年6月18日—2020年5月26日），法国律师、政治人物，前國民議會议员、格朗维尔市长。

## 生平
1926年生于伊勒-维莱讷省。1962年当选國民議會议员，代表新共和国联盟党。1961年至1977年，以及1983年至1989年两度担任芒什省格朗维尔市市长。2020年5月26日在圣马洛逝世。

## 荣誉
- 法国荣誉军团骑士勋章（1995年7月13日）[3]